# Bootham Crescent
Bootham Crescent – stadion piłkarski w York, w Anglii. Od 1932 roku swoje mecze rozgrywa na nim zespół York City. Rekordową frekwencję zanotowano 5 marca 1938 roku; mecz przeciwko Huddersfield Town obejrzało ponad 28 000 widzów. Obiekt posiada 7872 miejsca siedzące.